# Gracula
Gracula (beo's) is een geslacht van zangvogels uit de familie Sturnidae (spreeuwen). De wetenschappelijke naam van het geslacht werd in 1758 gepubliceerd door Carl Linnaeus.

## Kenmerken
De vogels zijn tussen de 25 en 30 cm lang en de soorten lijken onderling sterk op elkaar. Ze zijn allemaal glanzend zwart en hebben witte vlekken op de handpennen die vooral in vlucht goed te zien zijn. Verder hebben alle soorten gele of oranje stukjes naakte huid op de kop en ook geel of oranje gekleurde lellen. Ook de poten en de snavel zijn geel tot oranje. De soorten verschillen onderling door de vorm en plaats van deze geel/oranje versieringen. Er is geen verschil tussen de geslachten. Onvolwassen vogels hebben een dof gekleurde snavel.

## Leefwijze
De vogels zijn alleseters die leven van vruchten, nectar en insecten. Xe maken hun nesten in holen.

## Verspreiding en leefgebied
Beo's zijn standvogels die voorkomen in tropische bossen in het zuidoosten van Azië.

## Soorten
Het geslacht telt vijf soorten:
- Gracula indica – Indiase beo
- Gracula ptilogenys – Ceylonbeo
- Gracula religiosa – Grote beo
  - G. r. enganensis – Engganobeo
- Gracula robusta – Niasbeo
- Gracula venerata – Tenggarabeo